# Tama (fiume)

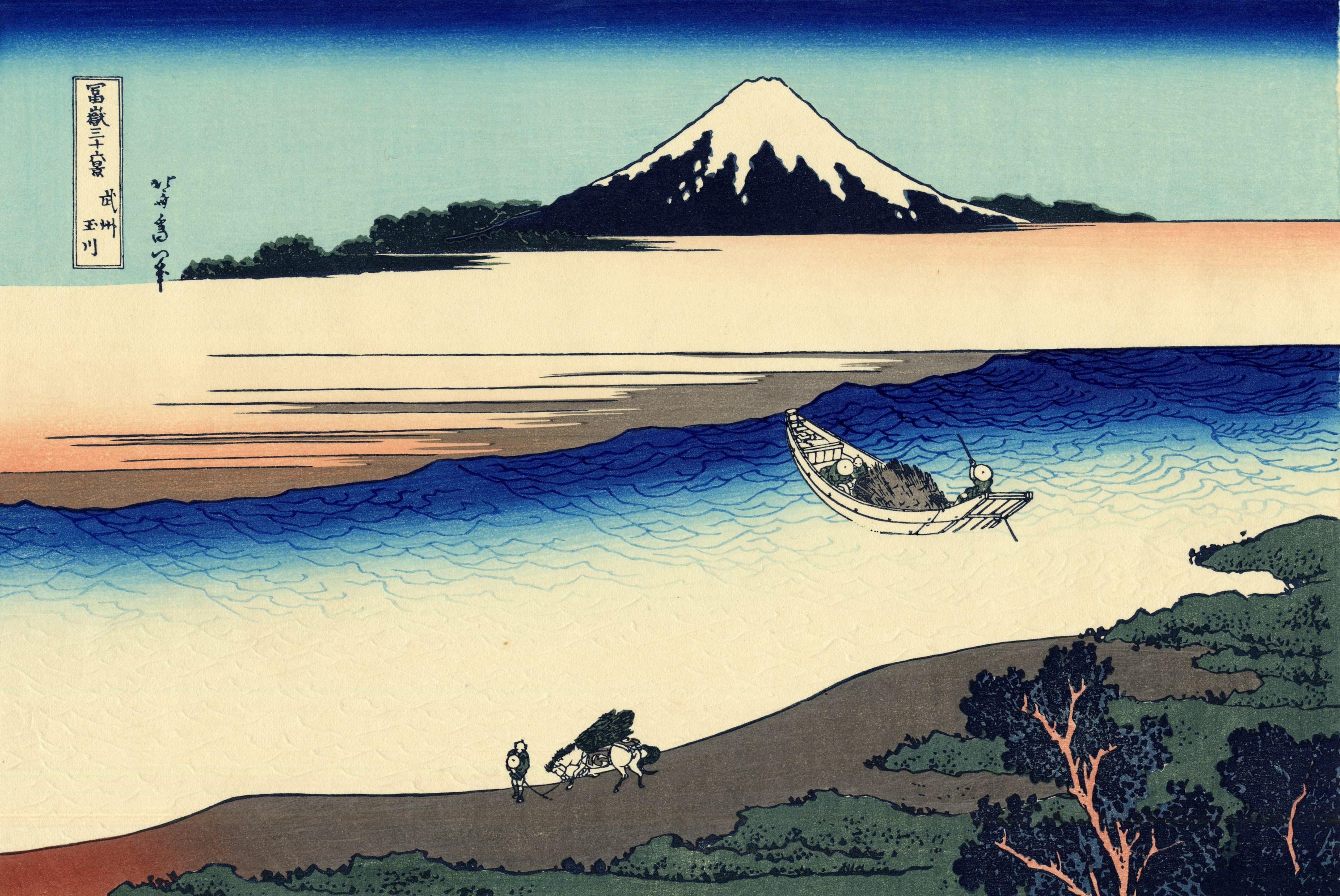
Hokusai

Il Tama è uno dei principali fiumi della prefettura di Yamanashi, della prefettura di Kanagawa e di Tokyo, in Giappone. È stato ufficialmente classificato dal governo giapponese come uno dei fiumi più importanti del paese.
La sua lunghezza totale è di 138 km ed il bacino idrografico si estende su una superficie di 1240 km². Scorre attraverso Tokyo e segna il confine tra questa e Kawasaki. In città, i suoi argini sono fiancheggiati da parchi e campi sportivi, rendendo il fiume un popolare luogo di incontri.

## Corso del fiume
La sorgente si trova sul monte Kasatori, nella prefettura di Yamanashi. Inizialmente scorre in direzione est, verso la zona montuosa ad ovest di Tokyo. La diga Ogōchi, costruita sul fiume, ha formato il lago Okutama, da cui il corso d'acqua esce prendendo il nome Tama. Continua a fluire tra le alture in direzione est ed entra nel Parco Nazionale Chichibu Tama Kai.
Entrato nella parte montuosa dell'area metropolitana di Tokyo, attraversa i territori delle città di Ōme, dove piega verso sud-est, e di Hamura. Sceso a valle, il fiume costituisce il confine tra Tokyo e la città di Kawasaki, nella prefettura di Kanagawa. Sfocia in mare della baia di Tokyo in prossimità dell'aeroporto di Tokyo-Haneda.

## Inondazioni
Il fiume Tama è soggetto a devastanti alluvioni, che ne hanno talvolta modificato il corso arrivando a spaccare gli insediamenti limitrofi in due o tre tronconi. L'attuale corso è immutato dal 1590 e anch'esso deriva da una grave inondazione.
Gli argini sono presenti da secoli e spesso sono stati distrutti dalle alluvioni. Importanti progetti di ingegneria dei primi anni del XX secolo hanno ridotto notevolmente gli straripamenti ed i danni che ne derivano. Nel 1974, un tifone del Pacifico ha causato gravissimi danni, distruggendo tratti di argini e radendo al suolo una ventina di case. Dopo di allora, nessun argine è stato distrutto da altre inondazioni. Nuovi progetti per potenziare ulteriormente gli argini hanno avuto inizio nel 1990.
Gli argini del Tama, come quelli di altri fiumi giapponesi, sono stati costruiti ad una certa distanza dalle rive, in modo da contenere un volume maggiore delle acque derivate da nubifragi, che negli ultimi tempi si sono fatti più violenti e più frequenti. Gli spazi tra il fiume e gli argini rappresentano ora aree verdi per le municipalità i cui territori sono bagnati dal Tama, che le hanno destinate ad attività ricreative e a parchi cittadini.